# Кудрине
Ку́дрине (до 1948 року — Шурі́, крим. Şüri) — село в Україні, у Бахчисарайському районі Автономної Республіки Крим. Підпорядковане Верхоріченській сільській раді. Розташоване на сході району.

## Населення
За даними перепису населення 2001 року, у селі мешкало 196 осіб. Мовний склад населення села був таким:
| Мова              | Число ос. | Відсоток |
| ----------------- | --------- | -------- |
| українська        | 7         | 3,57     |
| російська         | 131       | 66,84    |
| кримськотатарська | 57        | 29,08    |
| білоруська        | 1         | 0,51     |